# Rhinagrion philippina
Rhinagrion philippina är en trollsländeart som först beskrevs av Selys 1882.  Rhinagrion philippina ingår i släktet Rhinagrion och familjen Megapodagrionidae. IUCN kategoriserar arten globalt som livskraftig. Inga underarter finns listade i Catalogue of Life.